# Боуз-Лайон, Фергюс
Фергюс Боуз-Лайон (англ. Fergus Bowes-Lyon; 18 апреля 1889 — 27 сентября 1915) — капитан Британской армии, старший брат Елизаветы Боуз-Лайон, королевы-консорта Великобритании в 1936—1952 годах и королевы-матери с момента коронации Елизаветы II (приходился ей дядей по материнской линии).

## Биография

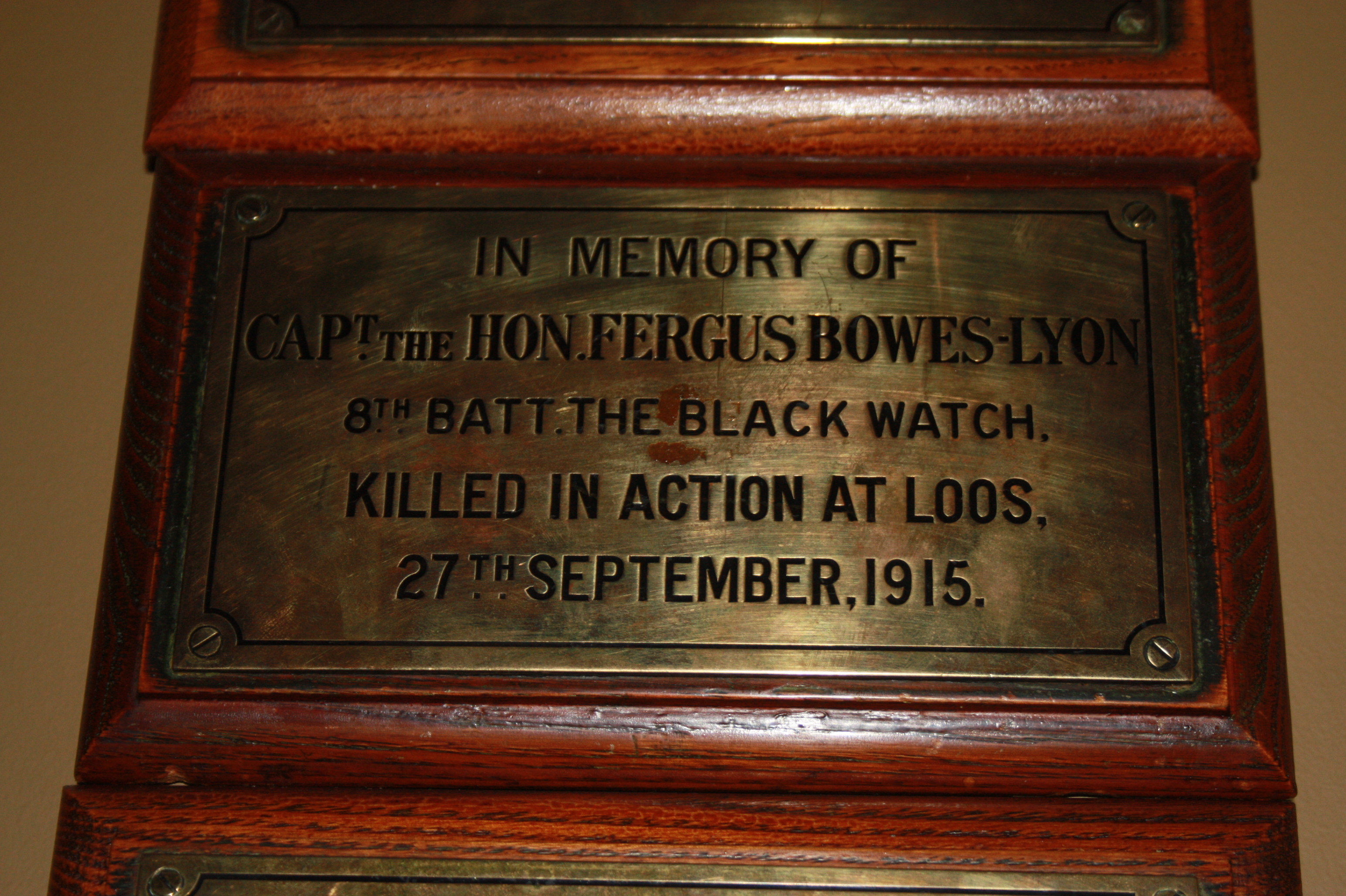
Памятная табличка в музее Чёрной стражи в Перте

Родился 18 апреля 1889 года в имении Форбс в местечке Хэм, графство Суррей. Отец — Клод Джордж Боуз-Лайон, 14-й граф Стратмор и Кингхорн. Мать — Сесилия Нина Кавендиш-Бентинк.
Фергюс учился в школе Ладгроув и Итонском колледже. Он был отличным игроком в крикет, играя ежегодно осенью матчи на стадионе в замке Глэмис.
После начала Первой мировой войны он 19 августа 1914 года вступил в звании лейтенанта в 8-й батальон пехотного полка Чёрной стражи, 17 ноября был произведён в капитаны.
Его денщиком был Альфред Андерсон, столетний долгожитель.
27 сентября 1915 года во время штурма редута Гогенцоллерн в битве при Лоосе Фергюс Боуз-Лайон возглавил атаку британских частей: в результате артиллерийского обстрела ему оторвало ногу, и он упал прямо на руки сержанту. Раненый Боуз-Лайон получил ещё несколько пулевых ранений в грудь и плечо, от которых и скончался. Он был похоронен в карьере в Вермеле, однако поскольку карьер переделали в военное кладбище, точное место захоронения осталось неизвестным, о чём указывалось на мемориале в Лоосе.
На момент его гибели один его старший брат Джон также нёс службу в Чёрной страже, другой старший брат Патрик уже покинул ряды Чёрной стражи после ранения, а младший брат Майкл лечился дома от ранений. Мать Сесилия была потрясена гибелью Фергюса и стала инвалидом, скрывшись от публичной жизни и не показываясь на публике вплоть до свадьбы принца Альберта с её дочерью Елизаветой. Вдова Фергюса вышла замуж за капитана Уильяма Фредерика Мартина (англ. William Frederick Martin).

## Семья
17 сентября 1914 год женился на леди Кристиан Норе Доусон-Деймер (7 августа 1890 — 29 марта 1959), дочери 5-го графа Портарлингтона. 18 июля 1915 года родилась их дочь Розмари Луиза Боуз-Лайон (англ. Rosemary Luisa Bowes-Lyon, 18 июля 1915 — 18 января 1989), которая 28 апреля 1945 года вышла замуж за Эдварда Уилфреда Джорджа Джойси-Сесила (англ. Edward Wilfred George Joicey-Cecil, 14 января 1912 — 6 октября 1985). В этом браке у них родились двое детей:
- Джеймс Дэвид Эдвард Джойси-Сесил (англ. James David Edward Joicey-Cecil, род. 24 сентября 1946), женился на Джейн Сюзанне Брайдон Эдели (англ. Jane Susanna Brydon Adeley) 5 апреля 1975 года. Две дочери.
- Элизабет Энн Джойси-Сесил (англ. Elizabeth Anne Joicey-Cecil, род. 8 февраля 1950), вышла замуж за Алистера Ричарда Малкольма (англ. Alastair Richard Malcolm) 16 марта 1971 года. Двое сыновей.

## Память
В ноябре 2011 года внук Фергюса Боуз-Лайона обратился в Комиссию по военным захоронениям Британского Содружества с документами, в которых указывалось изначальное место захоронения его деда. В августе 2012 года памятный знак был установлен на кладбище в коммуне Оши-Ле-Мин с указанием, что в районе этой отметки и был похоронен Фергюс Боуз-Лайон (точное местонахождение могилы не установлено).